# Врёльс, Виктор
Викто́р Жан Леона́р Врёльс (фр. Victor Jean Léonard Vreuls; 4 февраля 1876, Вервье, Валлония, Бельгия — 27 июля 1944, Брюссель, Бельгия) — бельгийский композитор, скрипач, дирижёр и педагог. Член Королевской Академии Бельгии (1925).

## Биография
Окончил Льежскую Королевскую консерваторию по классу гармонии у Сильвена Дюпюи и по классам композиции и фуги у Жана-Теодора Раду. Позже совершенствовался у Венсана д’Энди в Schola Cantorum de Paris, где в 1901—1906 годах преподавал игру на альте и гармонию, а также руководил хором. В 1906—1926 годах — директор Люксембургской консерватории. Гастролировал как дирижёр по Европе. Как композитор был представителем валлонского направления в бельгийской музыке.

## Сочинения
- опера «Простак Оливье» / Olivier le Simple (1922, Брюссель)
- опера «Сон в летнюю ночь» / Le Songe d'une nuit d'été (по Шекспиру, 1925, Брюссель)
- балет «Оборотень» / Le Loup-garou (1937, Гент)
- симфония для скрипки с оркестром (1899)
- 3 симфонические поэмы («Вертер» и другие)
- симфонические увертюры
- 2 симфонические сюиты
- «Интермеццо»
- 3 симфонические прелюдии
- 2 поэмы для виолончели и скрипки
- 2 романса для скрипки
- «Элегия» для флейты
- «Концертштюк» для трубы
- «Фантазия» для английского рожка
- фортепианные квартеты
- струнные квартеты
- фортепианные трио
- 2 сонаты для скрипки и фортепиано
- 2 сонаты для виолончели и фортепиано
- 2 сюиты для фортепиано

## Награды
- 1904 — приз Изаи (Симфония для скрипки с оркестром)